# Patrick Tshinozola Batshi
Patrick Anthony Tshinozola Batshi (* 20. Oktober 1984 in Kinshasa) ist ein kongolesischer Fußballspieler.

## Karriere

### Verein
Batshi begann seine Profikarriere 2004 mit dem kongolesischen Verein AS Vita Club Kinshasa. Er spielte drei Jahre in der höchsten kongolesischen Liga und wechselte im November 2006 zum AS Vita Kabasha. Nach drei Monaten verließ er seine kongolesische Heimat und wechselte nach Nord-Zypern. Dort unterschrieb er am 5. Februar 2007 mit dem Telsim Süper Lig Verein Ozanköy SK. Nachdem er in dreieinhalb Jahren 23 Tore in 38 Spielen erzielen konnte, wechselte Batshi am 7. November 2010 zum Ligarivalen Çetinkaya TSK.

### Nationalmannschaft
Er spielte sein bislang einziges Länderspiel 2005 in einem Freundschaftsspiel für die Fußballnationalmannschaft der Demokratischen Republik Kongo.